# Giwat Szemu’el
Giwat Szemu’el (hebr.: גבעת שמואל) – miasto położone w Dystrykcie Centralnym w Izraelu.
Leży na równinie Szaron w aglomeracji miejskiej Gusz Dan, w otoczeniu miast Bene Berak, Petach Tikwa, Kirjat Ono i Ramat Gan.

## Historia
Osada została założona w 1944, a w 1948 otrzymało status samorządu lokalnego.
W 2007 otrzymała prawa miejskie.

## Demografia
Zgodnie z danymi Izraelskiego Centrum Danych Statystycznych w 2008 roku w mieście żyło 20,2 tys. mieszkańców, wszyscy Żydzi.
Populacja miasta pod względem wieku:
| Wiek (w latach) | Procent populacji w % |
| --------------- | --------------------- |
| 0-4             | 12,9%                 |
| 5-9             | 10,0%                 |
| 10-14           | 8,1%                  |
| 15-19           | 6,0%                  |
| 20-29           | 15,0%                 |
| 30-44           | 23,0%                 |
| 45-59           | 14,0%                 |
| ponad 60        | 11,0%                 |

Źródło danych: Central Bureau of Statistics.

## Edukacja
W mieście znajduje się szkoła podstawowa Yigal Alon oraz szkoła średnia Alon. Ze szkół religijnych są tutaj: Moreshet Menahem Religious School.
W mieście znajduje się religijne centrum edukacyjne Chabad of Giv'at Shmuel.
Przy południowej granicy miasta znajduje się kompleks budynków Uniwersytetu Bar-Ilana w mieście Ramat Gan. Uczy się tutaj prawie 26 tys. studentów.

## Sport
Miasto słynie z drużyny koszykarskiej Makkabi Giwat Szemu’el, która prowadzi rozgrywki w pierwszej lidze izraelskiej.

## Komunikacja
Wzdłuż zachodniej granicy miasta przebiega autostrada nr 4  (Erez–Kefar Rosz ha-Nikra. W kierunku południowym wychodzi lokalna droga, którą można dojechać do miasta Kirjat Ono i drogi nr 471 , którą można pojechać na wschód do miasta Petach Tikwa.

## Miasta partnerskie
- Stade, Niemcy
- Gołdap, Polska
- Dubna, Rosja